# دوبا-يورت (دونيتسكا)
دوبا-يورت (Дуба-Юрт) هي مدينة في أوبلاست دونيتسك في أوكرانيا. يبلغ عدد سكانها حوالي 6193 نسمة.